# Piacenza Football Club 2009-2010
Questa voce raccoglie le informazioni riguardanti il Piacenza Football Club nelle competizioni ufficiali della stagione 2009-2010.

## Stagione
La stagione 2009-2010 si apre a Piacenza con le partenze dell'allenatore Stefano Pioli e del capitano Luigi Riccio, entrambi dopo 7 stagioni in maglia biancorossa, entrambi trasferiti al Sassuolo. La politica societaria di riduzione dei costi si accentua, con la cessione di diversi elementi di esperienza (oltre a Riccio, partono anche Patrascu, Olivi e Cassano), mentre il nuovo allenatore è Fabrizio Castori, reduce da due esoneri sulle panchine di Cesena e Salernitana.
Dopo una serie di risultati negativi, il 10 novembre dopo l'ultimo scivolone interno (0-2) contro il Mantova, Fabrizio Castori viene esonerato e sostituito da Massimo Ficcadenti; viene inoltre assunto come direttore sportivo Antonino Imborgia, che nella sessione invernale del calciomercato rivoluziona la squadra con numerosi nuovi acquisti. Grazie alla gestione Ficcadenti e ai rinforzi di organico, la squadra risale la classifica ottenendo la salvezza alla penultima giornata, sul campo del retrocesso Gallipoli; capocannoniere della squadra piacentina è il capitano Davide Moscardelli, con 14 reti. Nella Coppa Italia biancorossi subito eliminati dal Verona, che si impone (1-3) al Garilli.

## Divisa e sponsor
Il fornitore ufficiale di materiale tecnico per la stagione 2009-2010 è Macron, mentre Unicef è lo sponsor principale.
| Prima divisa | Seconda divisa | Terza divisa |

## Organigramma societario
Area direttiva
- Presidente: Fabrizio Garilli
- Vicepresidente: Agostino Guardamagna
- Amministratore delegato: Maurizio Riccardi
- Responsabile area comunicazione: Sandro Mosca

Area tecnica
- Direttore sportivo: Maurizio Riccardi, dall'11 novembre Antonino Imborgia[4]
- Responsabile area tecnica: Attilio Perotti[7]
- Allenatore: Fabrizio Castori, dall'11 novembre Massimo Ficcadenti[4]
- Allenatore in 2º: Riccardo Bocchini, dall'11 novembre Bruno Conca[8].
- Allenatore dei portieri: Rino Gandini
- Preparatore atletico: Carlo Pescosolido

Area sanitaria
- Medico sociale: dott. Giancarlo Sportelli
- Fisioterapista: Carlo Civetta
- Massaggiatori: Biagio Nogara e Crocino Bonadonna

## Rosa[6]
| N. |                     | Ruolo | Calciatore                    |
| -- | ------------------- | ----- | ----------------------------- |
| 1  | Italia (bandiera)   | P     | Christian Puggioni            |
| 3  | Italia (bandiera)   | P     | Roberto Maurantonio           |
| 4  | Italia (bandiera)   | D     | Francesco Bini                |
| 5  | Italia (bandiera)   | D     | Angelo Iorio                  |
| 7  | Austria (bandiera)  | C     | Daniel Wolf                   |
| 8  | Italia (bandiera)   | A     | Alessandro Tulli              |
| 9  | Italia (bandiera)   | A     | Salvatore Foti                |
| 10 | Italia (bandiera)   | A     | Davide Moscardelli (capitano) |
| 11 | Italia (bandiera)   | A     | Simone Guerra                 |
| 12 | Italia (bandiera)   | P     | Emanuele Bianchi              |
| 13 | Italia (bandiera)   | D     | Stefano Avogadri              |
| 14 | Italia (bandiera)   | C     | Tommaso Bianchi               |
| 15 | Italia (bandiera)   | D     | Michele Anaclerio             |
| 16 | Italia (bandiera)   | C     | Andrea Maccoppi               |
| 17 | Italia (bandiera)   | C     | Fabio Foglia                  |
| 18 | Camerun (bandiera)  | C     | Louise Parfait                |
| 19 | Italia (bandiera)   | A     | Antonio Piccolo               |
| 20 | Italia (bandiera)   | A     | Mattia Graffiedi              |
| 21 | Paraguay (bandiera) | A     | Tomás Guzmán                  |
| 22 | Italia (bandiera)   | D     | Pietro Zammuto                |
| 23 | Belgio (bandiera)   | C     | Radja Nainggolan              |

| N. |                        | Ruolo | Calciatore         |
| -- | ---------------------- | ----- | ------------------ |
| 23 | Albania (bandiera)     | A     | Edgar Çani         |
| 24 | Italia (bandiera)      | D     | Marco Calderoni    |
| 25 | Bielorussia (bandiera) | C     | Mikhail Sivakov    |
| 26 | Italia (bandiera)      | C     | Matteo Paro        |
| 27 | Romania (bandiera)     | D     | Cristian Melinte   |
| 28 | Italia (bandiera)      | C     | Nicola Silvestri   |
| 29 | Italia (bandiera)      | C     | Leandro Greco      |
| 30 | Italia (bandiera)      | D     | Michele Contini    |
| 31 | Uruguay (bandiera)     | C     | Nicolás Amodio     |
| 32 | Italia (bandiera)      | D     | Denis Tonucci      |
| 39 | Italia (bandiera)      | D     | Stefano Baraldo    |
| 45 | Italia (bandiera)      | C     | Samuele Dragoni    |
| 76 | Italia (bandiera)      | D     | Gaetano Capogrosso |
| 77 | Italia (bandiera)      | A     | Andrea Lussardi    |
| 81 | Italia (bandiera)      | A     | Samuele Longo      |
| 84 | Italia (bandiera)      | C     | Filippo Sambugaro  |
| 86 | Italia (bandiera)      | P     | Fabrizio Capodici  |
| 88 | Romania (bandiera)     | C     | Bogdan Pătrașcu    |
| 88 | Italia (bandiera)      | A     | Mirko Barocelli    |
| 89 | Brasile (bandiera)     | D     | Rincón             |
| 90 | Argentina (bandiera)   | A     | Lucas Simón        |

## Calciomercato[6]

### Sessione estiva(dall'1/7 al 31/8)
| Acquisti | Acquisti           | Acquisti      | Acquisti              |
| R.       | Nome               | da            | Modalità              |
| -------- | ------------------ | ------------- | --------------------- |
| P        | Christian Puggioni | Reggina       | prestito              |
| P        | Marco Serena       | Pavia         | fine prestito         |
| D        | Gaetano Capogrosso | Siena         | prestito              |
| D        | Rincón             | Inter         | prestito              |
| D        | Denis Tonucci      | Cesena        | prestito              |
| C        | Andrea Maccoppi    | Pizzighettone | fine prestito         |
| C        | Louise Parfait     | Genoa         | prestito              |
| C        | Bogdan Pătrașcu    | Padova        | fine prestito         |
| C        | Filippo Sambugaro  | Pergocrema    | prestito              |
| C        | Nicola Silvestri   | Lumezzane     | fine prestito         |
| A        | Tomás Guzmán       | Juventus      | riscatto comproprietà |
| A        | Antonio Piccolo    | Foggia        | fine prestito         |
| A        | Lucas Simón        | Pescara       | fine prestito         |

| Cessioni | Cessioni              | Cessioni      | Cessioni      |
| R.       | Nome                  | a             | Modalità      |
| -------- | --------------------- | ------------- | ------------- |
| P        | Mario Cassano         | Reggina       | prestito      |
| P        | Mattia Lanzano        | Poggibonsi    | prestito      |
| D        | Matteo Abbate         | Gallipoli     | svincolato    |
| D        | Davide Bertoncini     | Genoa         | comproprietà  |
| D        | Andrea Mengoni        | Chievo        | fine prestito |
| D        | Samuele Olivi         | Pescara       | definitivo    |
| D        | Cesare Rickler        | Chievo        | fine prestito |
| D        | Pietro Visconti       | Pavia         | prestito      |
| C        | Jonathan Aspas        | R.E. Mouscron | svincolato    |
| C        | Mirko Eramo           | Sampdoria     | fine prestito |
| C        | Simone Grippo         | Chievo        | fine prestito |
| C        | Dario Passoni         | Mantova       | fine prestito |
| C        | Bogdan Pătrașcu       | Padova        | definitivo    |
| C        | Luigi Riccio          | Sassuolo      | svincolato    |
| C        | Luigi Viola           | Melfi         | comproprietà  |
| A        | Alessandro Ciarrocchi | Bellinzona    | riscatto      |
| A        | Emanuele Ferraro      | Salernitana   | fine prestito |
| A        | Luca Siligardi        | Inter         | fine prestito |
| A        | Rey Volpato           | Bari          | fine prestito |

### Sessione invernale(dal 2/1 al 31/1)
| Acquisti | Acquisti         | Acquisti  | Acquisti |
| R.       | Nome             | da        | Modalità |
| -------- | ---------------- | --------- | -------- |
| D        | Cristian Melinte | Palermo   | prestito |
| C        | Nicolás Amodio   | Napoli    | prestito |
| C        | Leandro Greco    | Roma      | prestito |
| C        | Matteo Paro      | Bari      | prestito |
| C        | Mikhail Sivakov  | Cagliari  | prestito |
| A        | Edgar Çani       | Palermo   | prestito |
| A        | Salvatore Foti   | Sampdoria | prestito |
| A        | Samuele Longo    | Inter     | prestito |

| Cessioni | Cessioni         | Cessioni | Cessioni |
| R.       | Nome             | da       | Modalità |
| -------- | ---------------- | -------- | -------- |
| D        | Marco Calderoni  | Palermo  | prestito |
| C        | Tommaso Bianchi  | Chievo   | prestito |
| C        | Radja Nainggolan | Cagliari | prestito |

## Risultati

### Campionato

#### Girone di andata
| Arbitro: | Nasca (Bari) |

|                          |           |  |
| Lodi 41’ (rig.) Eder 85’ | Marcatori |  |

| Arbitro: | Romeo (Verona) |

|                               |           |                            |
| T. Bianchi 36’, 61’ Tulli 50’ | Marcatori | 72’ Defendi 75’ Giacomazzi |

| Padova 5 settembre 2009, ore 18:30 3ª giornata | Padova               | 0 – 0 | Piacenza | Stadio Euganeo\| Arbitro: \| N. Stefanini (Prato) \| |
| Arbitro:                                       | N. Stefanini (Prato) |       |          |                                                      |

| Arbitro: | Trefoloni (Siena) |

|                 |           |                                                |
| Moscardelli 64’ | Marcatori | 25’ Lopez 39’ Barusso 69’ (rig.) A. Caracciolo |

| Arbitro: | Candussio (Cervignano del Friuli) |

|  |           |            |
|  | Marcatori | 25’ Guzman |

| Piacenza 22 settembre 2009, ore 20:45 6ª giornata | Piacenza            | 0 – 0 | Salernitana | Stadio Leonardo Garilli\| Arbitro: \| Tagliavento (Terni) \| |
| Arbitro:                                          | Tagliavento (Terni) |       |             |                                                              |

| Arbitro: | Baracani (Piacenza) |

|                      |           |               |
| Cacia 42’ Pagano 64’ | Marcatori | 45+1’ Zammuto |

| Arbitro: | Morganti (Ascoli Piceno) |

|  |           |                             |
|  | Marcatori | 50’ Calil 72’ (rig.) Mazzeo |

| Arbitro: | Tommasi (Bassano del Grappa) |

|                                           |           |                |
| Schiattarella 41’ Mastronunzio 71’ (rig.) | Marcatori | 73’ Nainggolan |

| Arbitro: | Pinzani (Empoli) |

|                      |           |                 |
| Ardemagni 88’ (rig.) | Marcatori | 81’ Moscardelli |

| Arbitro: | Gallione (Alessandria) |

|                                         |           |                                        |
| M. Anaclerio 15’ Moscardelli 71’ (rig.) | Marcatori | 31’, 58’ (rig.) Troiano 41’ Cortellini |

| Arbitro: | Gava (Conegliano) |

|            |           |  |
| Morleo 52’ | Marcatori |  |

| Arbitro: | N. Stefanini (Prato) |

|  |           |                        |
|  | Marcatori | 55’ Carrus 63’ Spinale |

| Piacenza 15 novembre 2009, ore 15:00 14ª giornata | Piacenza       | 0 – 0 | Torino | Stadio Leonardo Garilli\| Arbitro: \| Orsato (Schio) \| |
| Arbitro:                                          | Orsato (Schio) |       |        |                                                         |

| Arbitro: | Pinzani (Empoli) |

|             |           |                            |
| Noselli 87’ | Marcatori | 11’ Moscardelli 14’ Guerra |

| Arbitro: | Romeo (Verona) |

|                            |           |                |
| Rincon 58’ Moscardelli 61’ | Marcatori | 45+1’ Bernacci |

| Vicenza 7 dicembre 2009, ore 20:45 17ª giornata | Vicenza            | 0 – 0 | Piacenza | Stadio Romeo Menti\| Arbitro: \| Tozzi (Ostia Lido) \| |
| Arbitro:                                        | Tozzi (Ostia Lido) |       |          |                                                        |

| Arbitro: | Giancola (Vasto) |

|  |           |             |
|  | Marcatori | 81’ Pinilla |

| Arbitro: | Velotto (Grosseto) |

|               |           |                               |
| Cottafava 10’ | Marcatori | 55’, 64’ Cani 89’ Moscardelli |

| Arbitro: | Calvarese (Teramo) |

|                      |           |  |
| Moscardelli 49’, 89’ | Marcatori |  |

| Arbitro: | Candussio (Cervignano del Friuli) |

|                                     |           |  |
| Do Prado 35’ (rig.) Parolo 60’, 74’ | Marcatori |  |

#### Girone di ritorno
| Piacenza 16 gennaio 2010, ore 15:30 22ª giornata | Piacenza        | 0 – 0 | Empoli | Stadio Leonardo Garilli\| Arbitro: \| Peruzzo (Schio) \| |
| Arbitro:                                         | Peruzzo (Schio) |       |        |                                                          |

| Arbitro: | Tozzi (Ostia Lido) |

|           |           |  |
| Mesbah 7’ | Marcatori |  |

| Arbitro: | Giannoccaro (Lecce) |

|                 |           |  |
| Moscardelli 75’ | Marcatori |  |

| Arbitro: | Peruzzo (Schio) |

|           |           |  |
| Kozak 36’ | Marcatori |  |

| Arbitro: | Doveri (Roma) |

|             |           |  |
| Sivakov 48’ | Marcatori |  |

| Arbitro: | Velotto (Grosseto) |

|                   |           |  |
| Merino 60’ (rig.) | Marcatori |  |

| Piacenza 8 marzo 2010, ore 20:45 28ª giornata | Piacenza             | 0 – 0 | Reggina | Stadio Leonardo Garilli\| Arbitro: \| N. Stefanini (Prato) \| |
| Arbitro:                                      | N. Stefanini (Prato) |       |         |                                                               |

| Arbitro: | Gallione (Alessandria) |

|                              |           |                                       |
| Santoruvo 9’ Troianiello 86’ | Marcatori | 51’ Guerra 74’ Moscardelli 85’ Guzman |

| Arbitro: | Candussio (Cervignano del Friuli) |

|            |           |  |
| Guerra 24’ | Marcatori |  |

| Arbitro: | Pinzani (Empoli) |

|                 |           |               |
| Moscardelli 48’ | Marcatori | 62’ Ardemagni |

| Arbitro: | Calvarese (Teramo) |

|  |           |          |
|  | Marcatori | 54’ Foti |

| Arbitro: | Giancola (Vasto) |

|             |           |  |
| Sivakov 77’ | Marcatori |  |

| Arbitro: | Baracani (Firenze) |

|                   |           |          |
| Caridi 64’ (rig.) | Marcatori | 86’ Cani |

| Arbitro: | Tommasi (Bassano del Grappa) |

|                |           |                 |
| R. Bianchi 24’ | Marcatori | 90’ Moscardelli |

| Arbitro: | Giannoccaro (Lecce) |

|          |           |                                           |
| Cani 24’ | Marcatori | 8’ Martinetti 56’ Zampagna 90+5’ Salvetti |

| Arbitro: | Guida (Torre Annunziata) |

|                 |           |                 |
| Antenucci 45+1’ | Marcatori | 38’ Moscardelli |

| Arbitro: | Gallione (Alessandria) |

|                 |           |           |
| Moscardelli 35’ | Marcatori | 48’ Botta |

| Arbitro: | Gervasoni (Mantova) |

|                                 |           |                                  |
| Consonni 20’ Pichlmann 34’, 73’ | Marcatori | 1’, 56’ Sambugaro 90+6’ Avogadri |

| Piacenza 15 maggio 2010, ore 15:30 40ª giornata | Piacenza            | 0 – 0 | Triestina | Stadio Leonardo Garilli\| Arbitro: \| Mazzoleni (Bergamo) \| |
| Arbitro:                                        | Mazzoleni (Bergamo) |       |           |                                                              |

| Arbitro: | Pierpaoli (Firenze) |

|                         |           |                                     |
| M. Artistico 51’ (rig.) | Marcatori | 3’, 65’ Foti 15’ Guzman 73’ Tonucci |

| Arbitro: | Banti (Livorno) |

|  |           |            |
|  | Marcatori | 48’ Parolo |

### Coppa Italia
| Arbitro: | Banti (Livorno) |

|                 |           |                               |
| Moscardelli 72’ | Marcatori | 15’, 34’ Berrettoni 76’ Selva |

## Statistiche

### Statistiche di squadra[36]
| Competizione | Punti | Totale | Totale | Totale | Totale | Totale | Totale | DR |
| Competizione | Punti | G      | V      | N      | P      | Gf     | Gs     | DR |
| ------------ | ----- | ------ | ------ | ------ | ------ | ------ | ------ | -- |
| Serie B      | 53    | 42     | 13     | 14     | 15     | 40     | 45     | -5 |
| Coppa Italia |       | 1      | 0      | 0      | 1      | 1      | 3      | -2 |
| Totale       | -     | 43     | 13     | 14     | 16     | 41     | 48     | -7 |

### Statistiche dei giocatori[6]
| Giocatore      | Serie B  | Serie B | Serie B     | Serie B    | Coppa Italia | Coppa Italia | Coppa Italia | Coppa Italia | Totale   | Totale | Totale      | Totale     |
| Giocatore      | Presenze | Reti    | Ammonizioni | Espulsioni | Presenze     | Reti         | Ammonizioni  | Espulsioni   | Presenze | Reti   | Ammonizioni | Espulsioni |
| -------------- | -------- | ------- | ----------- | ---------- | ------------ | ------------ | ------------ | ------------ | -------- | ------ | ----------- | ---------- |
| N. Amodio      | 19       | 0       | ?           | ?          | -            | -            | ?            | ?            | 19       | 0      | ?           | ?          |
| M. Anaclerio   | 12       | 1       | ?           | ?          | 0            | 0            | ?            | ?            | 12       | 1      | ?           | ?          |
| S. Avogadri    | 32       | 1       | ?           | ?          | 1            | 0            | ?            | ?            | 33       | 1      | ?           | ?          |
| M. Barocelli   | 2        | 0       | ?           | ?          | 0            | 0            | ?            | ?            | 2        | 0      | ?           | ?          |
| E. Bianchi     | 1        | -0      | ?           | ?          | -            | -            | ?            | ?            | 1        | -0     | ?           | ?          |
| T. Bianchi     | 19       | 2       | ?           | ?          | 1            | 0            | ?            | ?            | 20       | 2      | ?           | ?          |
| F. Bini        | 17       | 0       | ?           | ?          | 1            | 0            | ?            | ?            | 18       | 0      | ?           | ?          |
| M. Calderoni   | 14       | 0       | ?           | ?          | 1            | 0            | ?            | ?            | 15       | 0      | ?           | ?          |
| E. Cani        | 13       | 4       | ?           | ?          | -            | -            | ?            | ?            | 13       | 4      | ?           | ?          |
| G. Capogrosso  | 9        | 0       | ?           | ?          | 0            | 0            | ?            | ?            | 9        | 0      | ?           | ?          |
| S. Dragoni     | 3        | 0       | ?           | ?          | 0            | 0            | ?            | ?            | 3        | 0      | ?           | ?          |
| F. Foglia      | 0        | 0       | ?           | ?          | -            | -            | ?            | ?            | 0        | 0      | ?           | ?          |
| S. Foti        | 18       | 3       | ?           | ?          | -            | -            | ?            | ?            | 18       | 3      | ?           | ?          |
| M. Graffiedi   | 11       | 0       | ?           | ?          | 0            | 0            | ?            | ?            | 11       | 0      | ?           | ?          |
| L. Greco       | 22       | 0       | ?           | ?          | -            | -            | ?            | ?            | 22       | 0      | ?           | ?          |
| S. Guerra      | 25       | 3       | ?           | ?          | 0            | 0            | ?            | ?            | 25       | 3      | ?           | ?          |
| T. Guzmán      | 14       | 3       | ?           | ?          | 0            | 0            | ?            | ?            | 14       | 3      | ?           | ?          |
| A. Iorio       | 28       | 0       | ?           | ?          | 1            | 0            | ?            | ?            | 29       | 0      | ?           | ?          |
| A. Maccoppi    | 0        | 0       | ?           | ?          | 0            | 0            | ?            | ?            | 0        | 0      | ?           | ?          |
| R. Maurantonio | 1        | -1      | ?           | ?          | 0            | -0           | ?            | ?            | 1        | -1     | ?           | ?          |
| C. Melinte     | 16       | 0       | ?           | ?          | -            | -            | ?            | ?            | 16       | 0      | ?           | ?          |
| D. Moscardelli | 37       | 14      | ?           | ?          | 1            | 1            | ?            | ?            | 38       | 15     | ?           | ?          |
| R. Nainggolan  | 21       | 1       | ?           | ?          | 1            | 0            | ?            | ?            | 22       | 1      | ?           | ?          |
| L. Parfait     | 20       | 0       | ?           | ?          | -            | -            | ?            | ?            | 20       | 0      | ?           | ?          |
| M. Paro        | 4        | 0       | ?           | ?          | -            | -            | ?            | ?            | 4        | 0      | ?           | ?          |
| B. Patrascu    | 2        | 0       | ?           | ?          | 1            | 0            | ?            | ?            | 3        | 0      | ?           | ?          |
| A. Piccolo     | 8        | 0       | ?           | ?          | 1            | 0            | ?            | ?            | 9        | 0      | ?           | ?          |
| C. Puggioni    | 41       | -43     | ?           | ?          | 1            | -3           | ?            | ?            | 42       | -46    | ?           | ?          |
| C. Rincon      | 33       | 1       | ?           | ?          | -            | -            | ?            | ?            | 33       | 1      | ?           | ?          |
| N. Silvestri   | 3        | 0       | ?           | ?          | 0            | 0            | ?            | ?            | 3        | 0      | ?           | ?          |
| M. Sivakov     | 15       | 2       | ?           | ?          | -            | -            | ?            | ?            | 15       | 2      | ?           | ?          |
| F. Sambugaro   | 35       | 2       | ?           | ?          | -            | -            | ?            | ?            | 35       | 2      | ?           | ?          |
| M. Serena      | 0        | -0      | ?           | ?          | 0            | -0           | ?            | ?            | 0        | -0     | ?           | ?          |
| L. Simon       | 13       | 0       | ?           | ?          | 1            | 0            | ?            | ?            | 14       | 0      | ?           | ?          |
| D. Tonucci     | 28       | 0       | ?           | ?          | -            | -            | ?            | ?            | 28       | 0      | ?           | ?          |
| A. Tulli       | 14       | 1       | ?           | ?          | 1            | 0            | ?            | ?            | 15       | 1      | ?           | ?          |
| D. Wolf        | 13       | 0       | ?           | ?          | 1            | 0            | ?            | ?            | 14       | 0      | ?           | ?          |
| P. Zammuto     | 19       | 1       | ?           | ?          | 1            | 0            | ?            | ?            | 20       | 1      | ?           | ?          |